# Watson, Minnesota
Watson là một thành phố thuộc quận Chippewa, tiểu bang Minnesota, Hoa Kỳ. Năm 2010, dân số của thành phố này là 205 người.

## Dân số
- Dân số năm 2000: 209 người.
- Dân số năm 2010: 205 người.